# Caroline Ouellette
Caroline Ouellette (Montréal, 25 maggio 1979) è una hockeista su ghiaccio canadese.
Ha vinto quattro medaglie olimpiche nell'hockey su ghiaccio con la nazionale femminile canadese, tutte d'oro, trionfando alle Olimpiadi invernali di Salt Lake City 2002, alle Olimpiadi invernali di Torino 2006, alle Olimpiadi invernali di Vancouver 2010 ed alle Olimpiadi invernali di Sochi 2014.
Nelle sue partecipazioni ai campionati mondiali ha conquistato sei medaglie d'oro (1999, 2000, 2001, 2004, 2007 e 2012) e sei medaglie d'argento (2005, 2008, 2009, 2011, 2013 e 2015).